# 129 г. пр.н.е.
129 (сто двадесет и девета) година преди новата ера (пр.н.е.) е година от доюлианския (Помпилийски) римски календар.

## Събития

### В Римската република
- Консули са Гай Семпроний Тудицан и Маний Аквилий.
- Сципион Емилиан е отрит мъртъв като причината за смъртта му не е изяснена, а предположенията обхващат от естествена смърт, през самоубийство до убийство, за което подозрения падат върху Гай Папирий Карбон, Гай Гракх, жена му Семпрония и други.[1]
- Консулът Аквилий получава командването в Мала Азия, където окончателно потушава въстанието на Аристоник Пергамски и започва организирането на новата провинция Азия.[1][2]
- 1 октомври – триумф на Гай Семпроний Тудицан за победи над яподите.[3]

### В Азия
- Антиох VII Сидет загива в бой с партите, а дотогава задържаният в Партия негов брат Деметрий II Никатор се възвръща на трона на Селевкидите.[1]
- Йоан Хиркан I се възползва от поражението на Селевкидите, за да изгради независимостта на Хасмонеите.[4]

### В Египет
- Птолемей VIII си възвръща контрола над Александрия, а Клеопатра II бяга в Антиохия, но вътрешните междуособици продължават.[5]

## Родени
- Асклепиад Витински,[notes 1] гръко-римски лекар и философ (умрял 40 г. пр.н.е.)

## Починали
- Публий Корнелий Сципион Емилиан Африкански, римски политик и военачалник (роден 185 г. пр.н.е.)
- Марк Перперна (консул 130 пр.н.е.), римски политик
- Антиох VII Сидет, владетел от династията на Селевкидите
- Аристоник Пергамски, претендент за престола на Пергам, който е победен от римляните
- Карнеад, гръцки философ – скептик (роден 214 г. пр.н.е.)
- Антипатър от Тарс, гръцки философ – стоик

Бележки:
1. ↑  Или 124 г. пр.н.е.